# Метајна
Метајна је насељено место у саставу града Новаље, на острву Пагу у Личко-сењској жупанији, Република Хрватска.

## Историја
До територијалне реорганизације у Хрватској налазила се у саставу старе општине Паг.

## Становништво
На попису становништва 2011. године, Метајна је имала 236 становника.

## Попис1991.
На попису становништва 1991. године, насељено место Метајна је имало 272 становника, следећег националног састава:
| Попис 1991.‍ | Попис 1991.‍ | Попис 1991.‍ | Попис 1991.‍ | Попис 1991.‍ |
| ----------- | ----------- | ----------- | ----------- | ----------- |
|             |             |             |             |             |
| Хрвати      | Хрвати      |             | 271         | 99,63%      |
| непознато   | непознато   |             | 1           | 0,36%       |
| укупно: 272 |             |             |             |             |